# José Ortiz Miranda
José Ortiz Miranda (8 de diciembre de 1832, Ciudad de México - 22 de octubre de 1867, Ciudad de México) director de orquesta, maestro de música, flautista, primer saxofonista mexicano y compositor. Hijo de Felipa Miranda y Francisco Ortiz. 

## Trayectoria Musical
Se inició en la orquesta de Pedro Moreno Norato (Pedro Picazo). Ortiz ejecutaba su instrumento durante entreactos en las presentaciones de Cenobio Paniagua con sus composiciones y variaciones de temas de compositores italianos. Dirigía e interpretaba música para diferentes auditorios y obras benéficas recaudatorias por la crítica situación que vivía México por la deuda ante países extranjeros.
El 27 de agosto de 1857 por primera vez, es mencionado en los periódicos mexicanos el nombre de Ortiz, cuando dirigió la orquesta y entre ellos a Pedro Picazo, Vicente Asiain, Joaquín Asiain y Nicanor Díaz en el Gran Teatro Nacional, la ópera Hernani. En la misma función se tocó también el vals, producto de la composición de Ortiz, “Los Monges del Desierto” el cual es una combinación de las campanas y el canto llano de un monasterio. En 1960 ofrece al público, música para bailes de la alta sociedad, denominada Música de Picazo.
El 11 de noviembre de 1862, tocó la ópera de Guiseppe Verdi “I. Masnadieri” con el saxofón, acompañado con música de cuerda de los señores Díaz de a Vega, Aciain y Díaz, para recabar fondos para hospitales militares y como celebración del triunfo de Ignacio Zaragoza y México sobre el ejército francés en la batalla del 5 de mayo en Puebla, donde Ortiz, mismo que el belga Adolfo Sax en 1840 había inventado al igual que toda una familia de instrumentos musicales relacionados (saxtuba, saxhorno, larion-sax, saxotromba, clarinete bajo por lo que, en 1857 ya se daban clases de Saxofón en el Conservatorio Nacional de París. El 12 de noviembre en el periódico en el periódico el Monitor Republicano, anuncia la presentación pública del primer saxofonista mexicano, mencionando así a José Ortiz.
En 1863, interpretó la misma obra en el Teatro Nacional junto con otros artistas consagrados de la época como lo eran José Antonio Gómez y Olguin, Tomás León, Julio Ituarte, Eufrasia Amat, Joaquina González, Pablo Sánchez.
En octubre de 1864 interpretó un concierto “solo” de saxofón en el Teatro Imperial, beneficencia promovido por Carlota de México esposa del emperador Maximiliano de Habsburgo. Días después participó en una nueva función lírica también para la beneficencia pública, donde también estuvieron Merced Adalid, José Zorrilla y Tomás León, en una Fantasía sobre La Favorita de Gaetano Donizetti. En 1865, repiten la función a beneficio de A. Prioré, jefe de la orquesta de la compañía francesa, en un concierto Franco-austriaco, participando ahora Mariana Paniagua (hija de Cenobio Paniagua), y Emilio Palant.  
En 1864 surge el segundo saxofonista con nombre de Felipe Ramírez Valdés. El 7 de noviembre de 1866 la Sociedad Filarmónica Mexicana, publica la participación de Ortiz a saxofón, acompañado de un piano, en el tercer concierto privado organizado por ellos. El 1 de octubre de 1867 interpreta la flauta con Mariano Jiménez y Francisco Contreras en Adagio y Variaciones para dos flautas de Semíramis de Gioachino Rossini.
José Ortiz quien era miembro de la (Tercera) Sociedad Filarmónica Mexicana, y quien daba clases de flauta y saxofón, falleció a los 44 años, el 22 de octubre después de haber tocado hasta las 2 de la mañana en un concierto y banquete de Palacio Nacional.  

## Su Obra
- Los monges del Desierto. Vals para piano. (1857)
- Colección de bailes de sala. (Polka Camelina. El Gallo de la noche del 15 de septiembre de 1857) (1860)
- La Fantasía Favorita. Ópera